# Dichterjurist
Der Begriff Dichterjurist bezeichnet einen Dichter (Epiker, Lyriker, Dramatiker) mit juristischer Ausbildung. Der Begriff wurde von Eugen Wohlhaupter in den 1950er-Jahren in der Rechtswissenschaft etabliert und wird mittlerweile auch in der Literaturwissenschaft verwendet. Vom Dichterjuristen im engeren Sinn, der sein Studium abschloss (z. B. Franz Kafka), lässt sich der Dichterjurist im weiteren Sinn, der sein Studium abbrach (z. B. Jacob Grimm), unterscheiden.
Den Hang zu schreiben verspüren viele Dichterjuristen schon in Kindheit und Jugend (z. B. Kurt Tucholsky). Die Beschäftigung mit dem Recht gewinnt an Terrain während des Studiums, das teils aus echtem Interesse (Alexis Piron), teils als „Brotstudium“ (wohl Heinrich Heine) auf Wunsch der Eltern (Georg Heym) begonnen wird. Nach Ende der Ausbildung und Etablierung im Beruf erlangt das Verfassen von Romanen, Dramen und Gedichten wieder verstärkte Bedeutung (Bernhard Schlink). Fiktionales Schreiben steht dabei entweder neben der beruflichen Tätigkeit (Goethe) oder tritt ganz an deren Stelle (John Grisham).

## Zusammenhang von Literatur und Recht
Dass es so viele Dichterjuristen gibt, wird auf die Gemeinsamkeiten von Recht und Literatur zurückgeführt.
Recht und Literatur befassen sich beide mit der Realität. Recht dient der Steuerung sozialer Prozesse, und Literatur spiegelt diese sozialen Prozesse wider. Als Gegenstand von Gerichtsverfahren werden insbesondere solche Sachverhalte öffentlich wahrgenommen, in denen es um große Themen geht: um Liebe, Tod und Leidenschaft, um Macht, Geld und Verrat. Das ist zugleich der Stoff, aus dem Literatur entsteht.
Daher wählen viele fiktionale Bearbeitungen jedenfalls in Teilen als Vorbild das Leben, wie es insbesondere in Kriminalprozessen erörtert wurde (z. B. Bernd Schroeders Hau), oder beschreiben Gerichtsverfahren unmittelbar (Der Vorleser, Der Regenmacher, The Caine Mutiny Court Martial). Die US-amerikanische Law-&-Literature-Bewegung hat darauf hingewiesen, dass auch gerichtlich festgestellte Sachverhalte letztlich auf Erzählungen (von Zeugen, Sachverständigen und in Plädoyers) beruhen und daher in diesem Sinn selbst Erzählungen – im Sinn von künstlichen (nicht: künstlerischen) Fabrikationen – sind. Letztlich richtet sich dieses Argument gegen die Unterscheidung von Fiktion und Realität.
Die zweite Gemeinsamkeit liegt in der Sprache. Sie ist sowohl im Recht als auch in der Literatur der Gegenstand des Bemühens, wenn auch auf unterschiedliche Weise. Recht ist weitgehend geschriebenes Recht, aufbewahrt in Gesetzestexten und in Gerichtsurteilen. Daher ist Sprache auch für Juristen das Handwerkszeug. Nicht umsonst ist eigens vorgeschrieben, dass die Gerichtssprache deutsch sei (§ 184 des Gerichtsverfassungsgesetzes), und nicht ohne Grund beginnt die Auslegung von Gesetzen beim Wortlaut der Norm (siehe grammatische Auslegung), so dass Dichterjuristen meinen, dass die juristischen Auslegungsmethoden „in einer etwas weniger starren Form“ auch künstlerische Relevanz entfalten können.
In Literatur und Recht geht es also jeweils um den Zusammenhang von Realität und Sprache. Der Jurist nimmt einen Lebenssachverhalt und fragt, ob der Gesetzestext diesen erfasst (Subsumtion). Der Literat nimmt die Realität und versucht, das „mot juste“, das „ultimativ passende Wort dafür“ zu finden. Als vermittelndes Zwischenglied zwischen Rechtswissenschaft und Literatur können die Sammlungen berühmter Kriminalfälle angesehen werden, am bekanntesten diejenige von François Gayot de Pitaval, die dem Genre den Namen gegeben hat (siehe Pitaval). Sie sind bis heute Stoff-Fundgruben für Autoren aller Art.
Es mag an diesen Gemeinsamkeiten liegen, dass im In- und Ausland über die Jahrhunderte hinweg viele Schriftsteller juristisch gearbeitet haben. Der Weg in die Belletristik entlässt Dichterjuristen zugleich aus einem Zwang, der nur im Recht besteht: Juristen müssen den Fall entscheiden (Justizverweigerungsverbot als Kehrseite des Justizgewährungsanspruchs); im Unterschied dazu können Dichter sich einer abschließenden Bewertung ihres Lebenssachverhalts enthalten und sogar in der Schwebe lassen, welchen Ausgang ihre Geschichte tatsächlich nimmt (sog. offener Schluss). Recht und Literatur benutzen mit der Sprache zwar das gleiche Medium, aber sie verwenden es zu anderen Zielen: Das Recht zieht Grenzen; die Kunst überschreitet sie. Insoweit bilden Reichtum und Vielfalt der schönen Literatur einen natürlichen Gegensatz zur rechtlichen und wissenschaftlichen Prosa.
Dichterjuristen sagen, dass ihr künstlerisches Schaffen als Schriftsteller wesentlich anders aussähe, wenn sie dem Recht nicht begegnet wären. Juli Zeh hält es sogar für möglich, dass sie ohne das juristische Studium nicht in der Lage wäre, Romane zu schreiben, jedenfalls helfe ihr das „präzise und strukturierte Denken des Juristen“ auch beim Schreiben von Belletristik, und Martin Mosebach meint umgekehrt, dass ein germanistisches Studium „eine schwere Belastung für einen Schriftsteller“ darstelle.

## Dichterjuristen in der Literatur
Dichterjuristen sind nicht nur Autoren, sondern auch Gegenstand von Literatur. Jonathan Littells Les Bienveillantes (Die Wohlgesinnten) ist der Lebensbericht eines promovierten Juristen, des SS-Offiziers Max Aue. Auch der autobiographierende Ich-Erzähler fühlt sich zur Literatur hingezogen:

„Wenn ihr’s wirklich wissen wollt, lag mir auch nichts ferner als Jura: Als junger Mann hätte ich am liebsten Literatur und Philosophie studiert. Das wurde mir verwehrt – ein trauriges Kapitel meines Familienromans …“

Schließlich gibt es Fälle, in denen ein Dichterjurist einen Dichterjuristen zum Protagonisten der Erzählung macht. Der Dichterjurist Bernhard Schlink erzählt in Der Vorleser aus der Ich-Perspektive des Dichterjuristen Michael Berg: Die Erzählung enthält auch ein Gedicht, das der Ich-Erzähler selbst geschrieben habe:

„Wenn wir uns öffnen
du dich mir und ich dir mich,
wenn wir versinken
in mich du und ich in dich,
wenn wir vergehen
du mir in und dir in ich.

Dann
 bin ich ich
und bist du du.“

## Zitate
„Die Fähigkeit, sorgfältig lesen zu können, macht schließlich den Kern unseres beruflichen Repertoires aus und begründet unsere wunderliche Verwandtschaft mit den Gattungen der Literatur und der Poesie.“

### Zum Zusammenhang von Literatur und Recht
- Jean-Claude Alexandre Ho: Law and Literature. Eine linke Antwort auf Law and Economics. Forum Recht 2008, S. 86–87 (online; PDF; 125 kB)
- Daniel Halft: Die Szene wird zum Tribunal! Eine Studie zu den Beziehungen von Recht und Literatur am Beispiel des Schauspiels 'Cyankali' von Friedrich Wolf. BWV, Berlin 2007, ISBN 978-3-8305-1420-6.
- Klaus Kastner: Literatur und Recht – eine unendliche Geschichte. In: Neue Juristische Wochenschrift (NJW). 2003, S. 609–615.
- Michael Kilian: Literatur und Jurisprudenz – Anmerkungen zum Berufsbild des Juristen. In: Deutsche Richter-Zeitung (DRiZ). 1985, S. 18–21.
- Jochen Leffers: Dichterjuristen: "Ich scheiße auf die Rechtswissenschaften". In: Spiegel online. 28. Juni 2001
- Ulrich Mölk (Hrsg.): Literatur und Recht: Literarische Rechtsfälle von der Antike bis in die Gegenwart. Wallstein, Göttingen 1996, ISBN 3-89244-215-0.
- Edward Schramm: Law and Literature. In: Juristische Arbeitsblätter (JA). 2007, S. 581–585.
- Theodore Ziolkowski: Das Amt der Poeten. Die deutsche Romantik und ihre Institutionen. Aus dem Amerikanischen übersetzt von Lothar Müller, Stuttgart 1992. (In: Das Recht. S. 83–172)

### Sammelbände über Dichterjuristen
- Yvonne Nilges (Hrsg.): Dichterjuristen. Studien zur Poesie des Rechts vom 16. bis 21. Jahrhundert, Königshausen & Neumann, Würzburg 2014, ISBN 978-3-8260-5550-8.
- Barbara Sternthal: Juristen als Schriftsteller: Porträts dichtender Rechtsgelehrter, Österreichische V.-G., Wien 2006, ISBN 3-7067-0043-3.
- Lovis Maxim Wambach: Grenzgänger zwischen Jurisprudenz und Literatur. Werner Krauss, Kurt Tucholsky, Friedrich Georg Jünger und Martin Beradt. Nomos-Verlagsges. Baden-Baden, 1. Aufl. 2000, ISBN 3-7890-6512-9.
- Lovis Maxim Wambach: Die Dichterjuristen des Expressionismus. Nomos, Baden-Baden 2002, ISBN 3-7890-7734-8.
- Hermann Weber (Hrsg.): Juristen als Dichter, Schriftenreihe Juristische Zeitgeschichte, Nomos, Baden-Baden 2002, ISBN 3-7890-7704-6 mit Beiträgen zu Immermann, Nadler, Oppermann, Wichert, Dahn, Franzos, Huch, Mombert, Behl, Serner und Drach
- Hermann Weber (Hrsg.): Reale und fiktive Kriminalfälle als Gegenstand der Literatur. Schriftenreihe Juristische Zeitgeschichte, Berliner Wiss.-Verlag 2003, ISBN 3-8305-0614-7.
- Hermann Weber (Hrsg.): Dichter als Juristen. Schriftenreihe Juristische Zeitgeschichte, Berliner Wiss.-Verlag 2004, ISBN 3-8305-0812-3.
- Eugen Wohlhaupter: Dichterjuristen. Tübingen, Band I 1953, Band II 1955, Band III 1957.

### Gespräche mit Dichterjuristen
- Juli Zeh und Martin Mosbach Über Recht und Literatur. Ein Gespräch geführt von Britta Lange und Hermann Weber. In: Hermann Weber (Hrsg.): Literatur, Recht und Musik. Tagung im Nordkolleg Rendsburg vom 16. bis 18. September 2005. Berliner Wissenschafts-Verlag, Berlin 2007, ISBN 978-3-8305-1339-1, S. 183–204.

### Aufsätze über Dichterjuristen
- Matthias Claudius. Bodo Pieroth: Das juristische Studium im literarischen Zeugnis. In: Juristische Ausbildung (Jura). 1993, S. 353–353.
- Joseph von Eichendorff. Bodo Pieroth: Das juristische Studium im literarischen Zeugnis – Joseph von Eichendorff. In: Juristische Ausbildung (Jura). 2001, S. 382–384.
- Goethe. Hans-F. Brandenburg: Der getriebene Dichterjurist Goethe – oder – Gibt es ein Leben vor dem Tod? In: Neue Juristische Wochenschrift (NJW). 1997, S. 1141–1142.
- John Grisham. Bernd J. Hartmann: Das Studium der Rechte bei John Grisham. In: Neue Juristische Wochenschrift (NJW). 2003, S. 626–629.
- E. T. A. Hoffmann. Wulf Segebrecht: Beamte, Künstler, Außenseiter. Analogien zwischen der juristischen und der dichterischen Praxis E.T.A. Hoffmanns. In: Imprimatur N.F. 11, 1984, S. 295–307.
- Franz Kafka. Bodo Pieroth: Das juristische Studium im literarischen Zeugnis. In: Juristische Ausbildung (Jura). 1993, S. 415–416.
- Heinrich von Kleist. Bodo Pieroth: Das juristische Studium im literarischen Zeugnis. In: Juristische Ausbildung (Jura). 1991, S. 500.
- Hermann Sinsheimer. Barbara Hartlage-Laufenberg: Pfälzer und Jurist – Jude und Literat: Hermann Sinsheimer. In: Neue Juristische Wochenschrift (NJW). 1999, S. 1941–1943.
- Theodor Storm. Antje Erdmann-Degenhardt: Zwischen Dannebrog und Preußenadler – der schleswig-holsteinische Jurist Theodor Storm. In: Neue Juristische Wochenschrift (NJW). 1989, S. 337–343.
- Jodocus Donatus Hubertus Temme. Barbara Hartlage-Laufenberg: Jodocus Hubertus Donatus Temme – Jurist, Politiker, Schriftsteller. In: Neue Juristische Wochenschrift (NJW). 2011, S. 714–718.
- Kurt Tucholsky. Anja Schiemann: Der Jurist und Schriftsteller Kurt Tucholsky – Eine biographische Annäherung unter Berücksichtigung seiner Bindung zu Kabarett, Revue und Chanson. In: Hermann Weber (Hrsg.): Literatur, Recht und Musik. Tagung im Nordkolleg Rendsburg vom 16. bis 18. September 2005. Berliner Wissenschafts-Verlag, Berlin 2007, ISBN 978-3-8305-1339-1, S. 89–112.